# Чемпионат России по плаванию 2006
Чемпионат России по плаванию 2006 года прошёл с 6 по 10 июля в СК «Олимпийский», Москва.
По результатам чемпионата были сформированы две сборные - для участия в чемпионате Европы в Будапеште (30 спортсменов) и в первом юношеском чемпионате мира в Рио-де-Жанейро.

## Медали

### Мужчины

#### 50 м вольным стилем
Андрей Капралов (Санкт-Петербург-1 — Приморский край) — 22,44

 Евгений Лагунов (Санкт-Петербург-1 — Архангельская область) — 22,51

 Андрей Серый (Санкт-Петербург-2) — 22,92

#### 100 м вольным стилем
Андрей Капралов (Санкт-Петербург-1 — Приморский край) — 49,37

 Евгений Лагунов (Архангельская область — Санкт-Петербург-1) — 49,42

 Андрей Гречин (Санкт-Петербург-1 — Алтайский край) — 50,10

#### 200 м вольным стилем
Андрей Капралов (Санкт-Петербург — Приморский край) — 1.49,19

 Максим Кузнецов (Калужская область) — 1.49,55

 Юрий Прилуков (Свердловская область) — 1.50,57

#### 400 м вольным стилем
Юрий Прилуков (Свердловская область — Самарская область) — 3.47,63

 Валентин Уманец (Волгоградская область) — 3.54,86

 Евгений Нацвин (Нижегородская область) — 3.56,44

#### 800 м вольным стилем
Валентин Уманец (Волгоградская область) — 8.04,38

 Илья Ларин (Санкт-Петербург-2) — 8.11,41

 Алексей Ковригин (Краснодарский край) — 8.14,78

#### 1500 м вольным стилем
Валентин Уманец (Волгоградская область) — 15.33,81

 Илья Ларин (Санкт-Петербург-2) — 15.37,87

 Дмитрий Чечулин (Новосибирская область) — 15.40,45

#### 50 м на спине
Аркадий Вятчанин (Ростовская область — Коми) — 25,91

 Сергей Маков (Алтайский край) — 25,97

 Евгений Алешин (Нижегородская область) — 26,39

#### 100 м на спине
Аркадий Вятчанин (Ростовская область — Коми) — 55,59

 Евгений Алёшин (Нижегородская область) — 55,9

 Дмитрий Смирнов (Санкт-Петербург-1) — 56,08

#### 200 м на спине
Аркадий Вятчанин (Ростовская область — Коми) — 1.57,91

 Евгений Алешин (Нижегородская область) — 2.00,82

 Станислав Донец (Ульяновская область) — 2.00,88

#### 50 м брассом
Роман Слуднов (Омская область) — 27,95

 Сергей Гейбель (Новосибирская область) — 28,39

 Станислав Лахтюхов (Москва-2) — 28,54

#### 100 м брассом
Роман Слуднов (Омская область) — 1.01,11

 Дмитрий Коморников (Москва-1) — 1.01,44

 Григорий Фалько (Санкт-Петербург-1) — 1.02,36

#### 200 м брассом
Дмитрий Коморников (Москва-1) — 2.12,13

 Андрей Иванов (Санкт-Петербург-1) — 2.13,01

 Григорий Фалько (Санкт-Петербург-1) — 2.14,72

#### 50 м баттерфляем
Евгений Коротышкин (Москва-1) — 24,36

 Игорь Марченко (Ростовская область — Санкт-Петербург-1) — 24,40

 Николай Скворцов (Калужская область — Пензенская область) — 24,60

#### 100 м баттерфляем
Евгений Коротышкин (Москва-1) — 53,21

 Игорь Марченко (Ростовская область — Санкт-Петербург-1) — 53,59

 Николай Скворцов (Калужская область — Пензенская область) — 53,72

#### 200 м баттерфляем
Анатолий Поляков (Ростовская область — Коми) — 1.57,97

 Николай Скворцов (Калужская область — Пензенская область) — 1.58,48

 Илья Скрыдлов (Санкт-Петербург-1) — 2.00,97

#### 200 м, комплексное плавание
Игорь Березуцкий (Волгоградская область) — 2.01,66 РР

 Алексей Зацепин (Татарстан) — 2.02,87

 Дмитрий Каленов (Пензенская область) — 2.03,61

#### 400 м, комплексное плавание
Игорь Березуцкий (Волгоградская область) — 4.16,86 РР

 Юрий Прилуков (Свердловская область) — 4.18,65

 Андрей Крылов (Москва-1) — 4.22,70

#### Эстафета 4 × 100 м, вольный стиль
Санкт-Петербург-1 ( Андрей Гречин, Андрей Капралов, Алексей Манжула, Евгений Лагунов) — 3.21,47

 Москва-1 (Алексей Лакин, Денис Флалеев, Борис Тиматков, Антон Степанов) — 3.26,06

 Москва-2 (Федор Ефремов, Андрей Крылов, Николай Соломенцев, Алексей Задворный) — 3.26,80

#### Эстафета 4 × 200 м, вольный стиль
Москва-1 (Алексей Лапин, Николай Соломенцев, Борис Тиматков, Антон Степанов) — 7.24,88

 Санкт-Петербург-1 (Александр Русин, Илья Жаров, Евгений Лагунов, Андрей Капралов) — 7.24,98

 Сибирский ФО, Евгений Нацвин, Алексей Захаров, Денис Роткин, Константин Колясников) — 7.29,09

#### Эстафета 4 × 100 м, комбинированная
Сибирский ФО (Сергей Маков, Роман Слуднов, Алексей Ковригин, Иван Усов) — 3.40,55

 Москва-1 (Игорь Недолужко, Александр Овчинников, Евгений Коротышкин, Алексей Лапин) — 3.43,82

 Пензенская область (Виталий Борисов, Михаил Ермолаев, Дмитрий Каленов, Кирилл Зубов) — 3.47,40

### Женщины

#### 50 м вольным стилем
Светлана Федулова (Санкт-Петербург-1) — 25,93

 Елена Римская (Омская область) — 26,28

 Наталья Ловцова (Волгоградская область — Самарская область) — 26,48

#### 100 м вольным стилем
Наталья Ловцова (Волгоградская область — Самарская область) — 56,29

 Светлана Карпеева (ХМАО) — 56,36

 Кира Володина (Ульяновская область — Самарская область) — 56,54

#### 200 м вольным стилем
Дарья Белякина (Рязанская область) — 2.01,24

 Кира Володина (Ульяновская область) — 2.01,68

 Наталья Ловцова (Волгоградская область — Самарская область) — 2.02,73

#### 400 м вольным стилем
Лариса Ильченко (Волгоградская область) — 4.17,65

 Регина Сыч (Камчатская область) — 4.20,68

 Наталья Троицкая (Челябинская область) — 4.22,83

#### 800 м вольным стилем
Анастасия Иваненко (Республика Коми) — 8.41,75

 Елизавета Горшкова (Республика Коми) — 9.00,78

 Кира Пархоменко (ХМАО) — 9.03,32

#### 1500 м вольным стилем
Елизавета Горшкова (Республика Коми) — 16.55,55

 Екатерина Манакова (Республика Коми) — 17.10,50

 Евгения Бабакова (Москва-2) — 17.12,88

#### 50 м на спине
Ксения Самарская (Москва-1) — 29,76

 Ксения Москвина (Башкортостан) — 30,02

 Наталья Обвинцева (Челябинская область) — 30,19

#### 100 м на спине
Станислава Комарова (Москва) — 1.02,47

 Мария Никитина (Москва-1) — 1.03,44

 Татьяна Ольховикова (Белгородская область) — 1.03,53

#### 200 м на спине
Станислава Комарова (Москва-1) — 2.11,98

 Татьяна Ольховикова (Белгородская область) — 2.16,78

 Алёна Ключникова (Самарская область — Оренбургская область) — 2.17,80

#### 50 м брассом
Елена Богомазова (Санкт-Петербург — Ростовская область) — 31,77 РР

 Виталина Симонова (Оренбургская область — Самарская область) — 32,62

 Екатерина Кормачева (Москва-1) — 32,72

#### 100 м брассом
Елена Богомазова (Санкт-Петербург — Ростовская область) — 1.08,41 РР

 Виталина Симонова (Оренбургская область) — 1.09,70

 Екатерина Кормачева (Москва-1) — 1.10,32

#### 200 м брассом
Ксения Верещагина (Волгоградская область — Кировская область) — 2.30,59

 Елена Богомазова (Санкт-Петербург-1) — 2.32,07

 Екатерина Бурдина (Татарстан) — 2.34,21

#### 50 м баттерфляем
Василиса Владыкина (Омская область) — 26,92

 Ирина Беспалова (Архангельская область — Санкт-Петербург-1) — 27,49

 Наталья Сутягина (Пензенская область) — 27,69

#### 100 м баттерфляем
Наталья Сутягина (Пензенская область) — 59,22

 Ирина Беспалова (Архангельская область — Санкт-Петербург) — 59,64

 Василиса Владыкина (Омская область) — 1.01,01

#### 200 м баттерфляем
Яна Мартынова (Татарстан) — 2.11,06

 Наталья Сутягина (Пензенская область) — 2.11,68

 Ирина Беспалова (Санкт-Петербург-1 — Архангельская область) — 2.15,09

#### 200 м, комплексное плавание
Светлана Карпеева (ХМАО) — 2.14,93

 Дарья Белякина (Рязанская область) — 2.19,80

 Юлия Ефимова (Ростовская область) — 2.20,98

#### 400 м, комплексное плавание
Яна Мартынова (Татарстан) — 4.45,03

 Анастасия Иваненко (Республика Коми) — 4.46,84

 Екатерина Рвянина (Пензенская область) — 4.53,11

#### Эстафета 4 × 100 м, вольный стиль
Омская область (Василиса Владыкина, Юлия Гаврилова, Елена Римская, Анна Сухенко) — 3.51.97

 Свердловская область (Наталья Шалагина, Юля Беляева, Анна Тарачева, Татьяна Перминова) — 3.52,20

 Центральный ФО (Марина Леденева, Екатерина Гладких, Ксения Громова, Ирина Леденева) — 3.52,29

#### Эстафета 4 × 200 м, вольный стиль
Волгоградская область (Наталья Ловцова, Мария Майрович, Лариса Ильченко, Мария Булахова) — 8.20.20

 Приволжский ФО (Кира Володина, Евгения Зубакова, Екатерина Бабаева, Дарья Паршина) — 8.21,88

 Омская область (Василиса Владыкина, Татьяна Пономоренко, Анна Сухенко, Елена Римская) — 8.27,93

#### Эстафета 4 × 100 м, комбинированная
Санкт-Петербург-1 (Алена Голубева, Елена Богомазова, Ирина Беспалова, Светлана Федулова) — 4.09,98

 Приволжский ФО (Алена Ключникова, Виталина Симонова, Татьяна Луценко, Кира Володина) — 4.12,01

 Омская область (Василиса Владыкина, Олеся Малых, Юлия Гаврилова, Елена Римская) — 4.18,62